# Stoneways

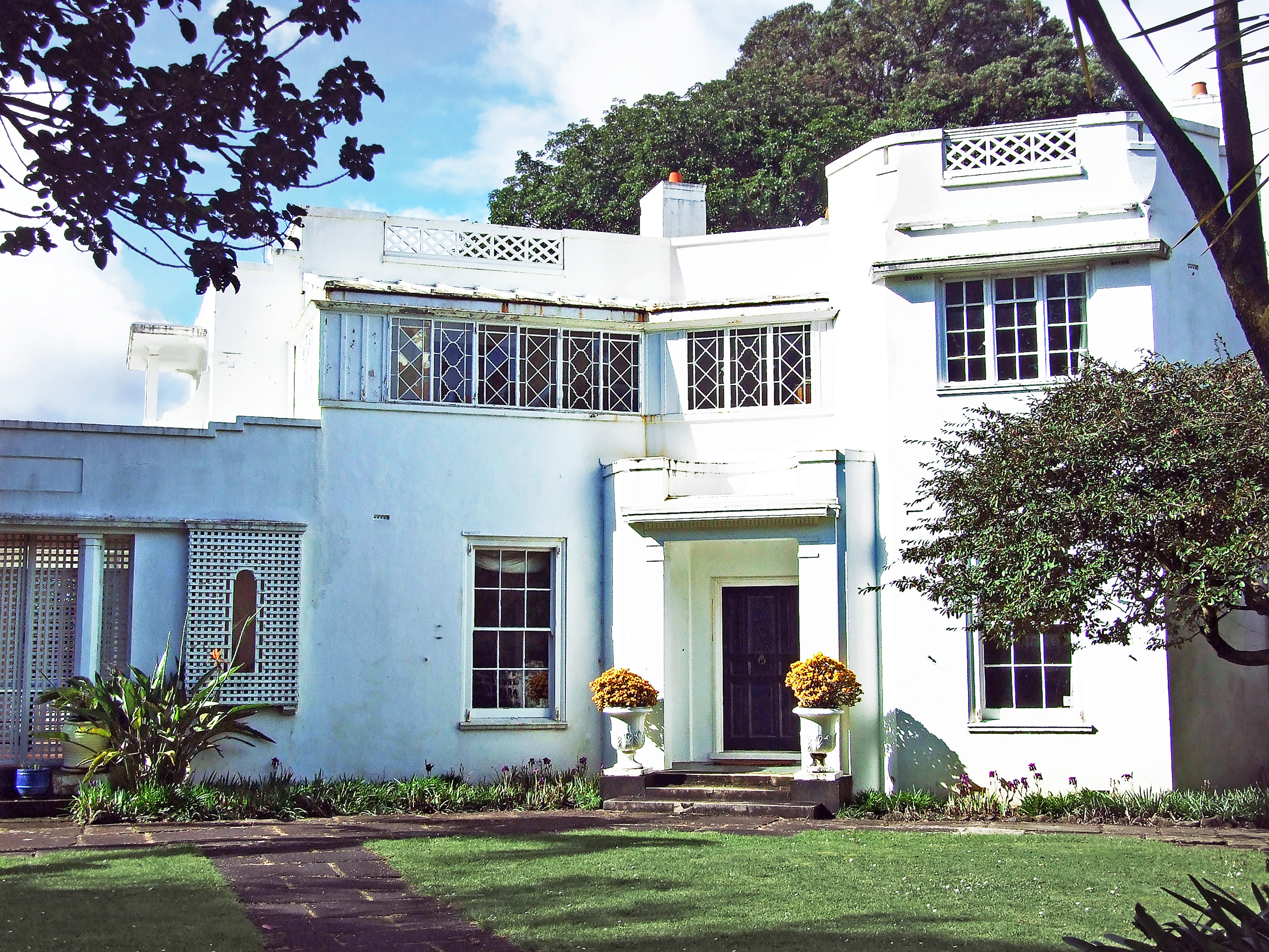
Stoneways 2012

Das Stoneways ist ein historisches Bauwerk, das sich in der Mountain Road 46 am Maungawhau / Mount Eden in der neuseeländischen Stadt Auckland befindet.
Am 10. Dezember 2010 wurde es vom New Zealand Historic Places Trust unter der Nummer 4499 als Baudenkmal der Kategorie 1 (Historic Place Category I) eingestuft.
Stoneways wurde von dem neuseeländischen Architekten William Gummer (1884–1966), einem der Gründer des Architektenbüros Gummer and Ford, für sich als Wohnhaus errichtet und ist ein gut erhaltenes Beispiel für ein Wohnanwesen aus der Mitte der 1920er Jahre. Gummer lebte hier mit seiner Familie einen großen Teil seines Lebens.
Das große, zweieinhalbstöckige Gebäude liegt gegenüber der ebenfalls bedeutsamen Auckland Grammar School nordöstlich des bereits vor der Kolonisierung lange besiedelten Maungawhau / Mount Eden. Nachdem Auckland 1840 die Hauptstadt der Kolonie Neuseeland wurde, gehörte das Grundstück zu dem ausgedehnten Wohnanwesen von William Aitken namens „Rockwood“. William Gummer hatte Edith Oiroa Batley (1900–2001) geheiratet und kaufte daher 1924 den Bauplatz, um für sich ein Wohnhaus zu errichten.
Das Haus wurde in einer Betonrahmenkonstruktion in einem an den Klassizismus angelehnten Stil errichtet, der auf Gunners Lehre und Arbeit bei dem britischen Architekten Edwin Lutyens im Jahre 1911 hinweist.
Als einer der wenigen Wohnbauten des Architekten erinnert es mit seinen beiden versetzt angeordneten Flügeln an ein anderes größeres Haus, das er bereits 1916 in Havelock North entworfen hatte. Von seinen frühen Holzbauten, die dem Arts-and-Crafts-Stil zuzuordnen sind, unterscheidet es sich deutlich.
Das über eine Treppe zugängliche Flachdach bietet eine gute Aussicht auf Auckland und den seewärts gelegenen Teil des Waitematā Harbour. Während sich im Obergeschoss Schlafräume und mehrere Balkone befinden, sind im Erdgeschoss sein Arbeitszimmer, das Esszimmer, Wirtschaftsräume und Gesellschaftsräume angeordnet. 1934 wurde auf der Westseite ein großer Balkon und 1940 wurden Toiletten und eine Waschküche angebaut. 1952 folgten eine Pergola und ein Carport.
Das Haus und das umgebende weitläufige Gelände wurden 1957 vom Richter des Obersten Gerichtes Terence Gresson erworben. In den 1960er Jahren wurde etwa die Hälfte des Grundstückes abgetrennt. 1978 wurden Carport und ein Gewächshaus wieder abgerissen und durch eine Garage ersetzt.
Das Anwesen ist auch 2010 ein privates Wohnhaus.

## Würdigung
Stoneways wird von dem britischen Architekten Banister Fletcher (1866–1953) in seiner „History of Architecture“ behandelt und wegen seines klassische Entwurfes, seiner malerisch ausgearbeiteten Details und auch als Wohnsitz des bedeutenden Architekten Gummer gewürdigt.